# Jorge Stever

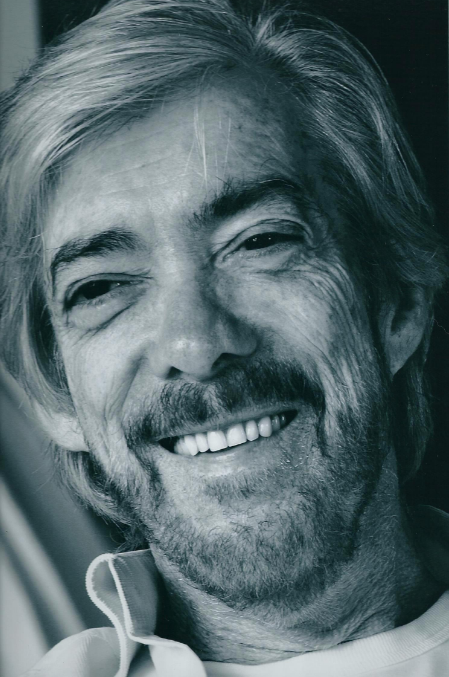
Jorge Stever

 Jorge Stever  (* 9. August 1940 in Templin bei Neubrandenburg; † 24. Oktober 2019 in Caracas, Venezuela) war ein deutsch zeitgenössischer Kunstmaler und Objektkünstler, auch bekannt für seine abstrakten sowie realistischen und minimalistischen Kompositionen.

## Leben und Werk
Jorge B. Stever begann mit erstem konstruktivistischen Arbeiten unter dem direkten Einfluss von Mathias Goeritz. Er lebte ab 1955 unter anderem in Mexiko, unternahm von 1955 bis 1966 ausgedehnte Studienreisen nach England, durch Deutschland, Frankreich, Spanien, Italien und in die Türkei. Von 1966 bis 1969 lebte er erst in Malta, dann in Köln, bis er schließlich 1973 nach Caracas auswanderte.
Seine erste Einzelausstellung hatte Stever 1963 im Ibero-Club in Bonn. Im Jahr 1966 schuf er ein Environment für die Firma Scheidt in Kettwig.
Jorge Stever war als Vertreter des abstrakten Hyperrealismus mit einigen Objekten aus Ölfarbe und Holz Teilnehmer der Documenta 5 in Kassel im Jahr 1972 in der Abteilung Realismus. Er ist bis heute auf zahlreichen Ausstellungen weltweit, vor allem in Südamerika mit unterschiedlichen Werken: Gemälden, Objekten, Installationen und Reliefs vertreten.

## Auszeichnungen
- 1973: Förderpreis des Landes Nordrhein-Westfalen für Bildende Kunst